# Minokawa
En la mitología asiática del sureste, en las regiones del sur de las Filipinas, Minokawa es un ave gigante que pertenece a la familia del dragón. Los antiguos creían que esta criatura era tan grande que podía tragar (o cubrir) el sol para explicar la ocurrencia de los eclipses. Incluso se le ha descrito como un pájaro gigante que vive en el espacio exterior y que puede devorar el sol, la luna, y que trataría de hacer lo mismo con la tierra.
En un cuento Bagobo, el Minokawa es un ave tan grande como una isla. Sus plumas son como espadas afiladas, los ojos reflejan como un espejo, el pico y las patas son de acero. Vive "fuera del cielo, en el horizonte del este".